# Мирное (Фёдоровский район)
Мирное (каз. Мирный) — село в Фёдоровском районе Костанайской области Казахстана. Входит в состав Камышинского сельского округа. До 2019 года являлось центром упразднённого Чандакского сельского округа. Находится примерно в 47 км к востоку от районного центра, села Фёдоровка. Код КАТО — 396865100.

## Население
В 1999 году население села составляло 947 человек (472 мужчины и 475 женщин). По данным переписи 2009 года, в селе проживало 706 человек (338 мужчин и 368 женщин). По данным переписи 2021 года, в селе проживало 349 человек (179 мужчин и 170 женщин).